# Modelo biomédico
O Modelo biomédico tem sido discutido desde meados do século XIX, como o modelo predominante usado por médicos no diagnóstico de doenças. Caracteriza-se por ser individualista, curativo, centralizado na figura do médico, especialista, fragmentado e hospitalocêntrico. De acordo com o modelo biomédico, a saúde constitui a ausência de doença, dor, ou defeito, o que torna a condição humana normal "saudável". O foco do modelo sobre os processos físicos, tais como a patologia, a bioquímica e a fisiologia de uma doença, não leva em conta o papel dos fatores sociais ou subjetividade individual. O modelo também ignora o fato de que o diagnóstico é um resultado da interação entre médico e paciente. [1] No entanto, é muito limitante. O modelo biomédico é incapaz de oferecer respostas concludentes ou suficientes para muitos problemas e, principalmente, para os componentes psicológicos ou subjetivos que estão presentes em qualquer doença, seja em maior ou menor grau. O modelo biomédico incentiva os médicos a aderir a um comportamento cartesiano na divisão entre o observador e o objeto observado. Além disso, a divisão que ocorre do indivíduo em partes prejudica a valorização do todo. Ao não ter em conta a sociedade em geral, a prevenção da doença pode não ser alcançada. Muitas doenças que afetam os países atualmente desafiam o modelo biomédico, tais como doenças cardíacas, diabetes tipo 2 e doenças psiquiátricas, pois são dependentes de ações de uma pessoa e crenças. Como consequência do modelo biomédico e da abordagem saúde-doença, desenvolve-se a medicalização. Foi amplamente discutida nos anos 70 e não existe um conceito definido, mas entende-se por transformar problemas não médicos em uma intervenção médica. 

## Desenvolvimento do modelo biomédico
Desde o final do século XVI, filósofos como René Descartes e Isaac Newton, trouxeram a concepção do corpo e do mundo, como uma grande máquina a ser explorada e a semelhança desta, formado por um conjunto de peças. Deste modo, para o compreender, basta utilizar o mesmo método que se utiliza para perceber uma máquina, isto é, desmonta-se e separam-se as peças. Assim, tal como se faz com as máquinas, estudam-se os seres vivos desarticulando as suas partes constituintes (os órgãos). E cada parte é estudada separadamente. Cada uma destas partes desempenha uma determinada função observável. 
O conjunto, que representa o organismo, é explicado pela soma das partes ou das propriedades. Nesta perspectiva, Descartes concebeu também o corpo humano como uma máquina, comparando um homem doente a um relógio avariado e um saudável a um relógio com bom funcionamento. A ideia de um mundo concebido à maneira de um modelo mecânico, e a utilização da metáfora do relógio para o caracterizar, constituem a meta teoria a partir da qual as Ciências da Natureza se fundamentam.
Grande parte das descobertas da medicina moderna foram sendo validadas pela abordagem biomédica. Temos como exemplo os estudos anatômicos de Vesalius (1543), a descoberta da circulação sanguínea por Willlian Harvey (1628), descoberta da primeira vacina por Edward Jenner (1790-1823) e a era bacteriológica por Louis Pasteur e Robert Koch (1860).

Salienta-se que esta visão mecanicista do mundo, tendo sido acompanhada pelos médicos e fisiologistas mais célebres da época, fez com que, de fato, o corpo humano fosse contextualizado como um grande engenho cujas peças se encaixam ordenadamente e segundo um processo racional.